# Mark Stewart (cyclisme)
Pour les articles homonymes, voir Mark Stewart et Stewart.
Mark Stewart (né le 25 août 1995 à Dundee en Écosse) est un coureur cycliste britannique. Il participe à des compétitions sur route et sur piste.

## Biographie
Mark Stewart vient d'une famille sportive. Son père a participé à des compétitions d'Ironman pour l'Écosse, sa mère à des compétitions des courses en montagne et son frère Kevin travaille comme entraîneur du sprint sur piste. Stewart lui-même a commencé par la natation et le triathlon à l'âge de cinq ans, mais a décidé de se concentrer sur le cyclisme à l'âge de dix ans. En 2014, il est accepté au sein du programme de « British Cycling's Olympic Academy ».
En septembre 2014, il devient champion de Grande-Bretagne de course aux points. L'année suivante, il gagne le titre national sur la course scratch et en poursuite par équipes. En janvier 2015, il obtient son premier podium international lors de la manche de Coupe du monde sur piste à Cali, où il se classe troisième de la poursuite par équipes avec Germain Burton, Matthew Gibson et Christopher Latham. À la fin de la même année, à Cambridge, il remporte la course scratch et se classe troisième de la course à l'américaine avec Germain Burton.
En 2017, il devient double champion d'Europe espoirs (moins de 23 ans) en poursuite et sur l'omnium. L'année suivante, il remporte le bronze de la course aux points aux mondiaux d'Apeldoorn et la médaille d'or dans cette discipline aux Jeux du Commonwealth. Après cette victoire, une campagne est lancée dans sa ville natale de Dundee pour donner son nom au vélodrome de Caird Park, mais sans résultat.
Lors des saisons de Coupe du monde 2018-2019 et 2019-2020, il obtient plusieurs podiums et remporte notamment la course aux points à Minsk et le classement général de la spécialité en 2019-2020. Néanmoins, il termine seulement 12e de la course aux points aux mondiaux de 2020. En avril 2020, il est exclu de l'équipe britannique sur piste pour résultats insuffisants. Il part s'installer en Nouvelle-Zélande pour retrouver sa petite amie Emma Cumming, ancienne championne du monde juniors sur piste et qui est alors en convalescence en raison d'une grave blessure. 
À la suite de la pandémie de Covid-19, il doit rester en Nouvelle-Zélande en raison de la fermeture des frontières. Il participe aux championnats nationaux sur piste de Nouvelle-Zélande en décembre 2020, où il remporte une médaille d'or sur l'omnium et une médaille d'argent avec Adrian Hegyvary dans la course à l'américaine. En février 2021, il se classe deuxième derrière George Bennett du championnat de Nouvelle-Zélande sur route. En 2022, il rejoint l'équipe continentale Bolton Equities Black Spoke Pro Cycling. En janvier, il remporte le classement général et deux étapes de la New Zealand Cycle Classic. La même année, il gagne le classement général du Tour de Roumanie et se classe troisième  du Tour de Grèce. En 2023, il termine deuxième de Per sempre Alfredo et troisième du Grand Prix de l'industrie et de l'artisanat de Larciano, deux courses d'un jour italienne. Il fait également son retour au sein de l'équipe sur piste britannique. Il dispute à domicile les mondiaux de Glasgow, où il décroche une médaille d'argent sur la course à l'américaine avec Oliver Wood.
En 2024, il rejoint l'UCI ProTeam italienne Corratec.

## Palmarès sur route

### Par année
- 2013
  - 2e de l'Isle of Man Junior Tour
- 2016
  - 3e du Tour de Flandre-Orientale
- 2022
  - New Zealand Cycle Classic : 
    - Classement général
    - 1re (contre-la-montre par équipes) et 4e étapes

  - Classement général du Tour de Roumanie
  - 3e du Tour de Grèce
- 2023
  - 2e de la Per sempre Alfredo
  - 3e du Grand Prix de l'industrie et de l'artisanat de Larciano
- 2025
  - Tour de Kumano : 
    - Classement général
    - 3e étape

### Classements mondiaux
| Année                                 | 2017  | 2018 | 2019 | 2020 | 2021 | 2022 | 2023 |
| ------------------------------------- | ----- | ---- | ---- | ---- | ---- | ---- | ---- |
| Classement mondial                    | 2151e | nc   | nc   | nc   | nc   | 286e | 363e |
| UCI Europe Tour                       | 1491e | nc   | nc   | nc   | nc   | 230e | nc   |
|                                       |       |      |      |      |      |      |      |
| Légende : nc = non classéSource : UCI |       |      |      |      |      |      |      |

## Palmarès sur piste

### Jeux olympiques
- Paris 2024
  - 9e de la course à l'américaine

### Championnats du monde
- Hong Kong 2017
  - 7e de la course aux points[6]
  - 4e de la poursuite par équipes[7]
- Apeldoorn 2018
  -  Médaillé de bronze de la course aux points
  - 4e de l'américaine[8]
- Pruszków 2019
  - 8e de la course aux points
- Berlin 2020
  - 12e de la course aux points
- Glasgow 2023
  -  Médaillé d'argent de l'américaine

### Coupe du monde
- 2014-2015
  - 3e de la poursuite par équipes à Cali
- 2016-2017
  - 1er de la poursuite par équipes à Glasgow (avec Kian Emadi, Andrew Tennant et Oliver Wood)
  - 3e de l'américaine à Apeldoorn
- 2017-2018
  - 2e de la course aux points à Milton
  - 3e de l'américaine à Milton
- 2018-2019
  - 2e de la poursuite par équipes à Saint-Quentin-en-Yvelines
  - 2e de la course aux points à Saint-Quentin-en-Yvelines
  - 2e de l'américaine à Milton
  - 2e de l'américaine à Berlin
  - 2e de l'omnium à Milton
  - 3e de la poursuite par équipes à Milton
- 2019-2020
  - Classement général de la course aux points
  - 1er de la course aux points à Minsk
  - 2e de l'omnium à Glasgow
  - 3e de l'américaine à Hong Kong

### Coupe des nations
- 2024
  - 3e de l'élimination à Milton

### Ligue des champions
- 2022
  - 1er du scratch à Palma
  - 1er du scratch à Londres (II)
  - 3e de l'élimination à Palma
- 2023
  - 1er du scratch à Londres (II)
  - 2e du scratch à Palma

### Jeux du Commonwealth
| Édition / Épreuve | Course aux points |
| Gold Coast 2018   | Or                |

### Championnats d'Europe
| Édition / Épreuve              | Poursuite individelle | Poursuite par équipes | Scratch | Omnium |
| Montichiari 2016 (espoirs)     |                       | Bronze                | Argent  |        |
| Saint-Quentin-en-Yvelines 2016 |                       | Bronze                |         |        |
| Anadia 2017 (espoirs)          | Or                    |                       |         | Or     |

### Championnats nationaux
- 2013
  - 3e du championnat de Grande-Bretagne de l'américaine juniors
- 2014
  -  Champion de Grande-Bretagne de course aux points
- 2015
  -  Champion de Grande-Bretagne du scratch
  -  Champion de Grande-Bretagne de poursuite par équipes (avec Germain Burton, Jake Kelly et Oliver Wood)
  -  Champion de Grande-Bretagne de l'américaine (avec William Perrett)

### Autres compétitions
- 2015-2016
  - 1er du scratch à Cambridge
  - 3e de l'américaine à Cambridge